# Andreas Rauber
Andreas Rauber ist ein österreichischer Informatiker.

## Leben
Er erwarb 1996 den Dipl.-Ing. (Cluster visualization in unsupervised neural networks) an der TU Wien und ebenda 2000 den Dr. techn. (Digital libraries or the art of storing, drawing, and exploring document collections). Er ist Leiter der Information and Software Engineering Group (IFS) am Department of Information Systems Engineering (ISE) der TU Wien.
Seine Forschungsinteressen decken das breite Spektrum digitaler Bibliotheken und Informationsräume ab, darunter insbesondere Text- und Musikinformationsabruf und -organisation, Informationsvisualisierung sowie Datenanalyse, neuronale Berechnung und digitale Langzeitarchivierung.